# Taufbecken Saint-Symphorien (Nesles-la-Vallée)

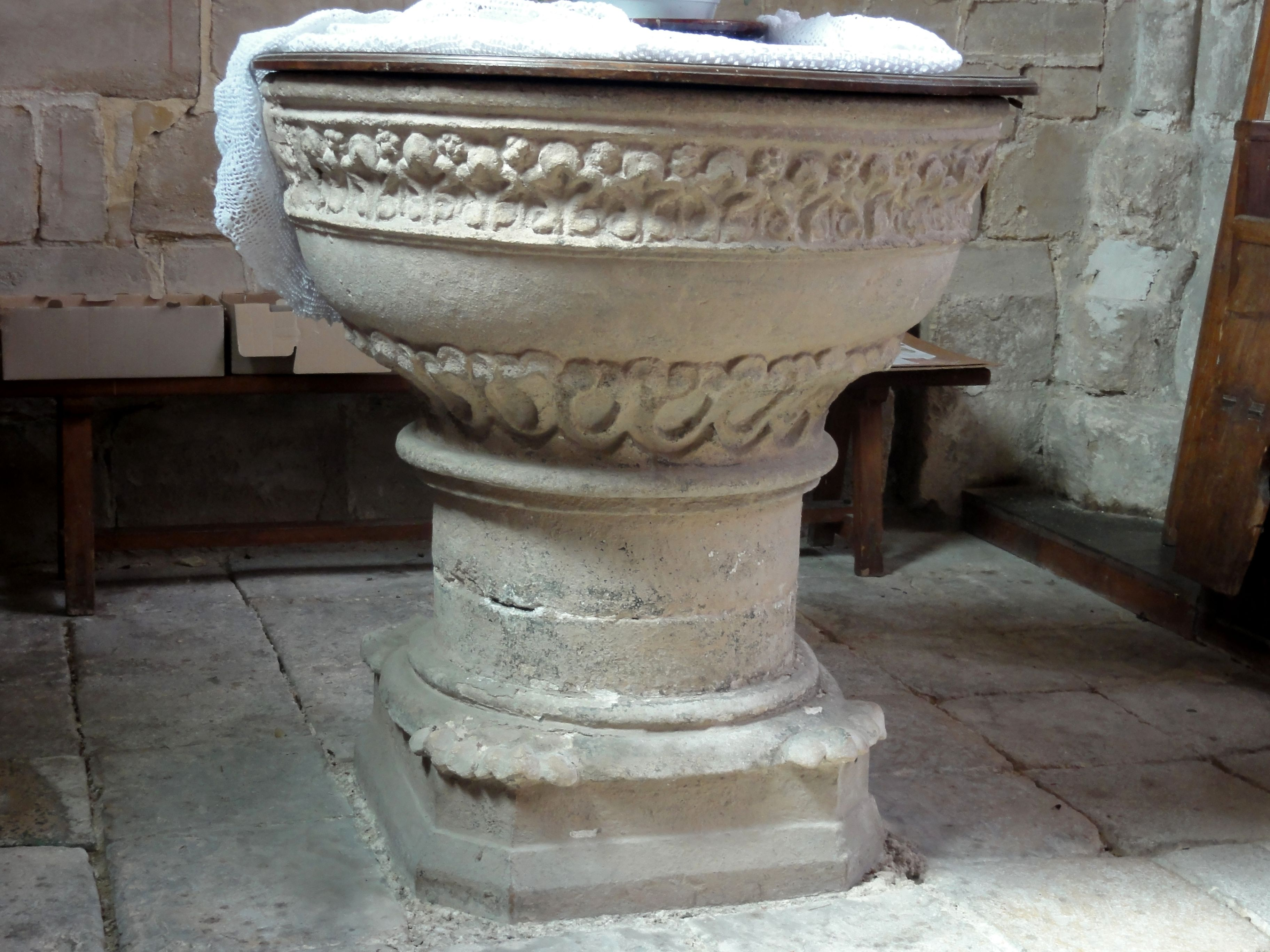
Taufbecken in Nesles-la-Vallée

Das Taufbecken in der Pfarrkirche St-Symphorien in  Nesles-la-Vallée, einer französischen Gemeinde im Département Val-d’Oise in der Region Île-de-France, wurde im 13. Jahrhundert geschaffen. Das gotische Taufbecken wurde im Jahr 1911 als Monument historique in die Liste der geschützten Objekte (Base Palissy) in Frankreich aufgenommen.
Das 95 cm hohe und ovale Taufbecken wird von zwei umlaufenden Friesen geschmückt, die in Form von stilisierten Rebblättern dargestellt sind. Ein ähnliches Taufbecken steht in der Kirche St-Denis in Jouy-le-Comte.